# 平治物語

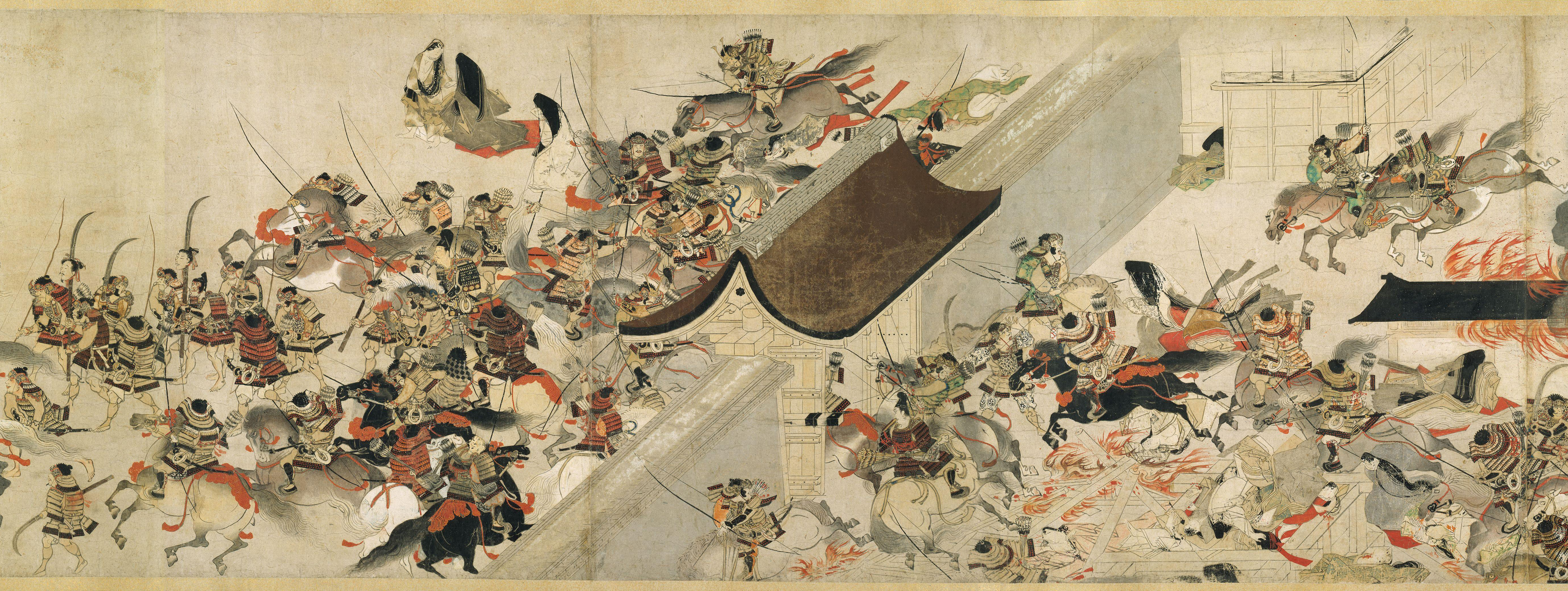
平治物語絵巻

『平治物語』（へいじものがたり）は、平治の乱の顛末を描いた軍記物語。

## 概要
作者不詳。平治元年（1159年）、後白河上皇方最大の武力勢力であった平清盛が熊野参詣に出かけた隙を狙って、かねてから藤原通憲（信西）と後白河の寵愛をめぐって権力争いを起こしていた藤原信頼が、保元の乱での賞与などで平家の圧迫に不満を覚えていた源義朝を語らって挙兵する。上皇を大内裏で監禁、通憲を殺害し一度は権勢を握るものの、熊野から引き返した平清盛に敗れ、信頼は処刑、義朝も暗殺される。以降、平家政権の全盛や没落、鎌倉幕府の成立などまでを描いた諸本も多い。『保元物語』や『平家物語』と同様、和漢混淆文で叙述されている。諸本によって内容に異同は大きいが、悪源太義平（源義平）の武勇譚や、源義経の母である常盤御前（常葉とも）が、老いた母のために清盛のもとへと赴く哀憐の話が中心を占めている。『保元物語』と同様に源氏に対して同情的な内容であるのが特徴である。

### 成立・作者
『平治物語』については、成立・作者に関しては、確かな資料は多くない。ただし、成立に関していえば、第1類本である学習院大学図書館蔵本が源頼朝の死（正治元年・1199）に関する記事を含んでいるので、これ以降であることは確実。この頼朝の死を含まない本文もあるが、永積安明の説によって、第1類本がもっとも古態本文であることがほぼ承認されている。また、石井行雄によって『春華秋月抄草』（宗性作）の寛元4年（1246年）の執筆箇所に、物語古態本の断片が存在することが確認されており、少なくともこの年以前には成立していたと目される。これは絵巻である『平治物語絵詞』の書風を、藤原教家の晩年、建長年間（1249-1255）のものであると認定した松原茂の説とも合致しており、以上の説によれば13世紀半ばには成立していたという点は動かないと思われる。そして『普通唱導集』（永仁5年・1297）には保元・平家と並んで琵琶法師の語りが広まっていたことが記されており、13世紀後半には物語は広く浸透したものと判断される。
作者については、近世までは『保元物語』と同一とみる理解が通説であったが、近年は別人であると考えるのが一般的である。誰であるかは不明。
なお、成立・作者に関しては『保元物語』の成立・作者と重なる点が多いので、そちらも参照されたい。

## 刊行本
- 『日本古典文学大系 平治物語』 岩波書店
底本は金刀比羅本を用い、附編として古活字本を収録、校注者は永積安明・島田勇雄。
- 『新日本古典文学大系 平治物語』 岩波書店、『保元物語』、『承久記』を併録
底本は陽明文庫〔一〕本（上巻）と、学習院大学図書館（中巻・下巻）本を用いた。校注担当者は日下力。他は栃木孝惟・益田宗・久保田淳。
- 『平治物語　現代語訳付き』 日下力訳注、角川ソフィア文庫、2016年
- 『平治物語　全訳注』 谷口耕一・小番達訳注、講談社学術文庫、2019年